# Critérium International 2014
Il Critérium International 2014, ottantatreesima edizione della corsa e valida come evento del circuito UCI Europe Tour 2014 categoria 2.HC, si svolse in Corsica su tre tappe dal 29 al 30 marzo 2014 da Porto Vecchio a Col de l'Ospedale, su un percorso totale di circa 272 km. Fu vinto dal francese Jean-Christophe Péraud che terminò la gara con il tempo di 7 ore e 12 secondi, alla media di 38,83 km/h.
Al traguardo sul Col de l'Ospedale 57 ciclisti completarono la gara.

## Tappe
| Tappa  | Data     | Percorso                          | km  | Vincitore di tappa | Leader cl. generale    |
| ------ | -------- | --------------------------------- | --- | ------------------ | ---------------------- |
| 1ª     | 29 marzo | Porto Vecchio > Porto Vecchio     | 89  | Nacer Bouhanni     | Nacer Bouhanni         |
| 2ª     | 29 marzo | Porto Vecchio (Cron. individuale) | 7   | Tom Dumoulin       | Tom Dumoulin           |
| 3ª     | 30 marzo | Porto Vecchio > Col de l'Ospedale | 176 | Mathias Frank      | Jean-Christophe Péraud |
| Totale | Totale   | Totale                            | 272 |                    |                        |

## Squadre e corridori partecipanti
| N.    | Cod. | Squadra                      |
| ----- | ---- | ---------------------------- |
| 1-8   | AST  | Astana Pro Team              |
| 11-18 | GRS  | Garmin-Sharp                 |
| 21-28 | ALM  | AG2R La Mondiale             |
| 31-38 | FDJ  | FDJ.fr                       |
| 41-48 | IAM  | IAM Cycling                  |
| 51-58 | TFR  | Trek Factory Racing          |
| 61-68 | BSE  | Bretagne-Séché Environnement |
| 71-78 | EUC  | Team Europcar                |

| N.      | Cod. | Squadra                    |
| ------- | ---- | -------------------------- |
| 81-88   | TCS  | Tinkoff-Saxo               |
| 91-98   | COF  | Cofidis, Solutions Credits |
| 101-108 | GIA  | Team Giant-Shimano         |
| 111-118 | TNE  | Team NetApp-Endura         |
| 121-128 | COL  | Colombia                   |
| 131-138 | LPM  | La Pomme Marseille 13      |
| 141-148 | BIG  | BigMat-Auber 93            |

## Dettagli delle tappe

### 1ª tappa
- 29 marzo: Porto Vecchio > Porto Vecchio – 89 km

Risultati
| Pos. | Corridore      | Squadra      | Tempo    |
| ---- | -------------- | ------------ | -------- |
| 1    | Nacer Bouhanni | FDJ.fr       | 2h07'01" |
| 2    | Nathan Haas    | Garmin-Sharp | s.t.     |
| 3    | Marko Kump     | Tinkoff-Saxo | s.t.     |

| Pos. | Corridore        | Squadra      | Tempo    |
| ---- | ---------------- | ------------ | -------- |
| 1    | Nacer Bouhanni   | FDJ.fr       | 2h06'55" |
| 2    | Nathan Haas      | Garmin-Sharp | a 2"     |
| 3    | Matthias Brändle | IAM Cycling  | a 3"     |

### 2ª tappa
- 29 marzo: Porto Vecchio – Cronometro individuale – 7 km

Risultati
| Pos. | Corridore    | Squadra       | Tempo |
| ---- | ------------ | ------------- | ----- |
| 1    | Tom Dumoulin | Giant-Shimano | 9'07" |
| 2    | Rohan Dennis | Garmin-Sharp  | a 3"  |
| 3    | Bob Jungels  | Trek Factory  | a 10" |

| Pos. | Corridore    | Squadra       | Tempo    |
| ---- | ------------ | ------------- | -------- |
| 1    | Tom Dumoulin | Giant-Shimano | 2h16'08" |
| 2    | Rohan Dennis | Garmin-Sharp  | a 3"     |
| 3    | Bob Jungels  | Trek Factory  | a 8"     |

### 3ª tappa
- 30 marzo: Porto Vecchio > Col de l'Ospedale – 176 km

Risultati
| Pos. | Corridore              | Squadra       | Tempo    |
| ---- | ---------------------- | ------------- | -------- |
| 1    | Mathias Frank          | IAM Cycling   | 4h43'59" |
| 2    | Jean-Christophe Péraud | AG2R La Mon.  | s.t.     |
| 3    | Tiago Machado          | NetApp-Endura | a 2"     |

| Pos. | Corridore              | Squadra       | Tempo    |
| ---- | ---------------------- | ------------- | -------- |
| 1    | Jean-Christophe Péraud | AG2R La Mon.  | 7h00'12" |
| 2    | Mathias Frank          | IAM Cycling   | a 1"     |
| 3    | Tiago Machado          | NetApp-Endura | a 19"    |

## Classifiche finali

### Classifica generale - Maglia gialla
| Pos. | Corridore              | Squadra       | Tempo    |
| ---- | ---------------------- | ------------- | -------- |
| 1    | Jean-Christophe Péraud | AG2R La Mon.  | 7h00'12" |
| 2    | Mathias Frank          | IAM Cycling   | a 1"     |
| 3    | Tiago Machado          | NetApp-Endura | a 19"    |
| 4    | Rafał Majka            | Tinkoff-Saxo  | a 25"    |
| 5    | Eduardo Sepúlveda      | Bretagne      | a 26"    |
| 6    | Fränk Schleck          | Trek Factory  | a 28"    |
| 7    | Julien Simon           | Cofidis       | a 47"    |
| 8    | Alexis Vuillermoz      | AG2R La Mon.  | a 48"    |
| 9    | Bob Jungels            | Trek Factory  | a 57"    |
| 10   | Fabio Duarte           | Colombia      | a 1'07"  |

### Classifica a punti
| Pos. | Corridore              | Squadra       | Punti |
| ---- | ---------------------- | ------------- | ----- |
| 1    | Mathias Frank          | IAM Cycling   | 20    |
| 2    | Jean-Christophe Péraud | AG2R La Mon.  | 20    |
| 3    | Tom Dumoulin           | Giant-Shimano | 15    |
| 4    | Nathan Haas            | Garmin-Sharp  | 14    |
| 5    | Julien Simon           | Cofidis       | 13    |

### Classifica scalatori
| Pos. | Corridore              | Squadra      | Punti |
| ---- | ---------------------- | ------------ | ----- |
| 1    | Mathias Frank          | IAM Cycling  | 6     |
| 2    | Stéphane Rossetto      | BigMat-Auber | 6     |
| 3    | Ivan Rovny             | Tinkoff-Saxo | 6     |
| 4    | Jean-Christophe Péraud | AG2R La Mon. | 4     |
| 5    | Matthew Busche         | Trek Factory | 4     |

### Classifica giovani
| Pos. | Corridore             | Squadra      | Tempo    |
| ---- | --------------------- | ------------ | -------- |
| 1    | Rafał Majka           | Tinkoff-Saxo | 7h00'37" |
| 2    | Eduardo Sepúlveda     | Bretagne     | a 1"     |
| 3    | Bob Jungels           | Trek Factory | a 32"    |
| 4    | Nathan Haas           | Garmin-Sharp | a 56"    |
| 5    | Sébastien Reichenbach | IAM Cycling  | a 1'14"  |

### Classifica a squadre
| Pos. | Squadra                      | Tempo     |
| ---- | ---------------------------- | --------- |
| 1    | IAM Cycling                  | 21h04'37" |
| 2    | Trek Factory Racing          | a 1'09"   |
| 3    | AG2R La Mondiale             | a 2'24"   |
| 4    | Bretagne-Séché Environnement | a 11'12"  |
| 5    | Garmin-Sharp                 | a 11'49"  |